# Bernard Seurre
Bernard Gabriel Seurre es un escultor francés del siglo XIX, nacido en París en 1795 y fallecido en la misma ciudad en 1867.

## Biografía
Alumno del escultor Pierre Cartellier , Bernard Seurre gana en 1818 el Prix de Rome de escultura con un relieve que lleva por título Chélonis implorando el perdón de su esposo Cléombrote.
Permaneció pensionado en la Villa Médici del 28 de diciembre de 1818 al 31 de diciembre de 1823.
Bernard Seurre participa de 1833 a 1836 en la decoración del Arco de Triunfo de la Estrella de París, dibujando él mismo un proyecto para su cúspide en 1833.
Su hermano pequeño Charles Émile Seurre (1798 - 1858) fue igualmente escultor.

## Obras

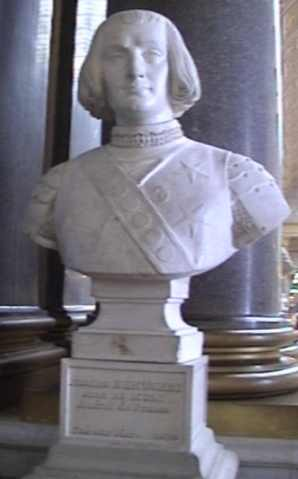
Retrato de Nicolas Behuchet

- La Batalla de Aboukir, bajo relieve, piedra, París, Arco de Triunfo de la Estrella, fachada este (al lado de los Campos Eliseos), con escenas de La Apoteosis de Napoléon I o El Triunfo de 1810 por Jean-Pierre Cortot
- Friso del entablamento, París, Arco de Triunfo de la Estrella, fachada oeste (al lado que da a la avenida de la Gran Armada), grupo derecho
- Frise d'entablement, París, Arco de Triunfo de la Estrella, fachada sud (côté avenue Kléber), moitié gauche
- Molière meditativo, estatua mayor que el natural, bronce, París, Fuente Moliere, esquina de la calle de Richelieu y de la calle Molière

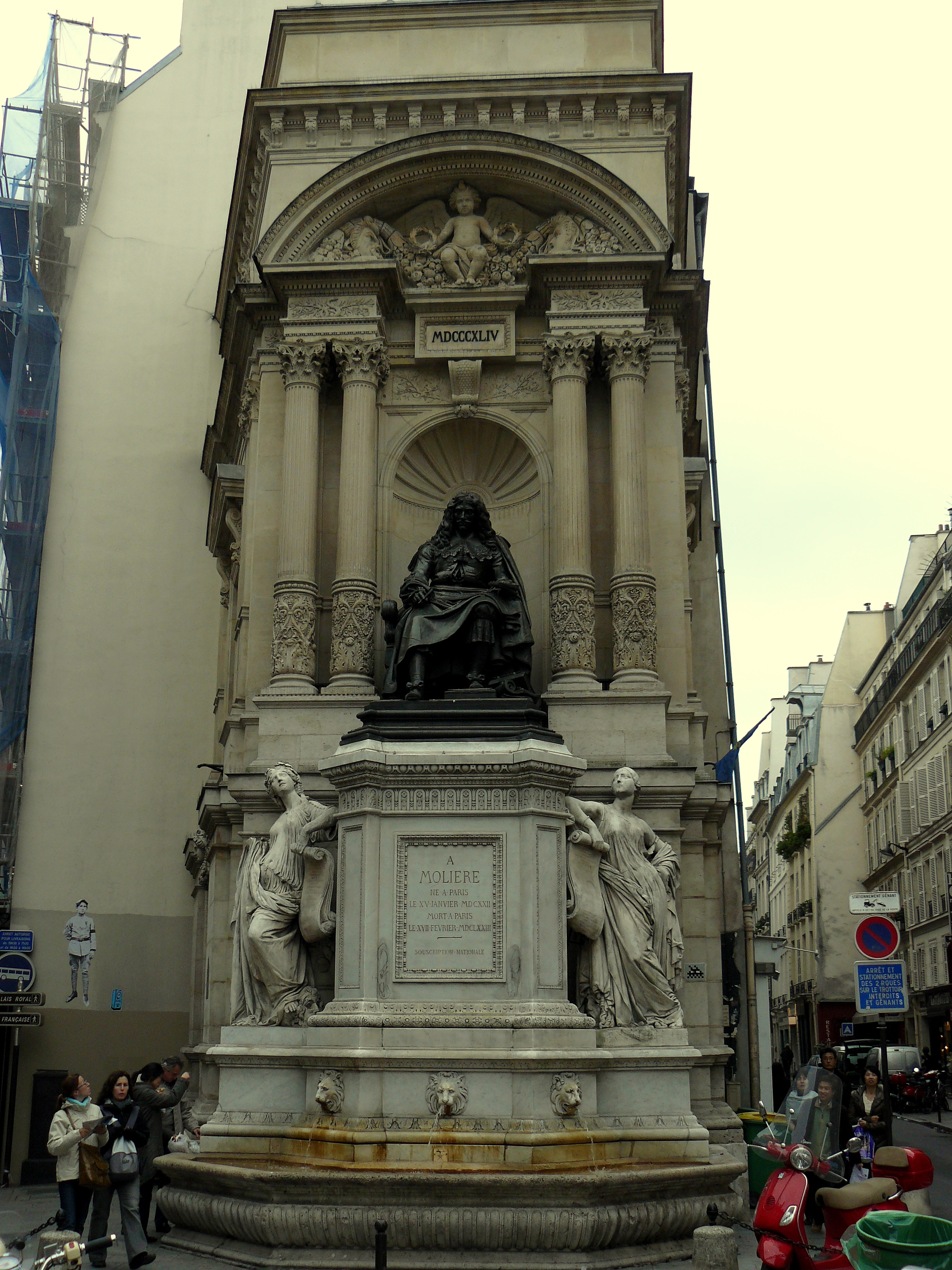
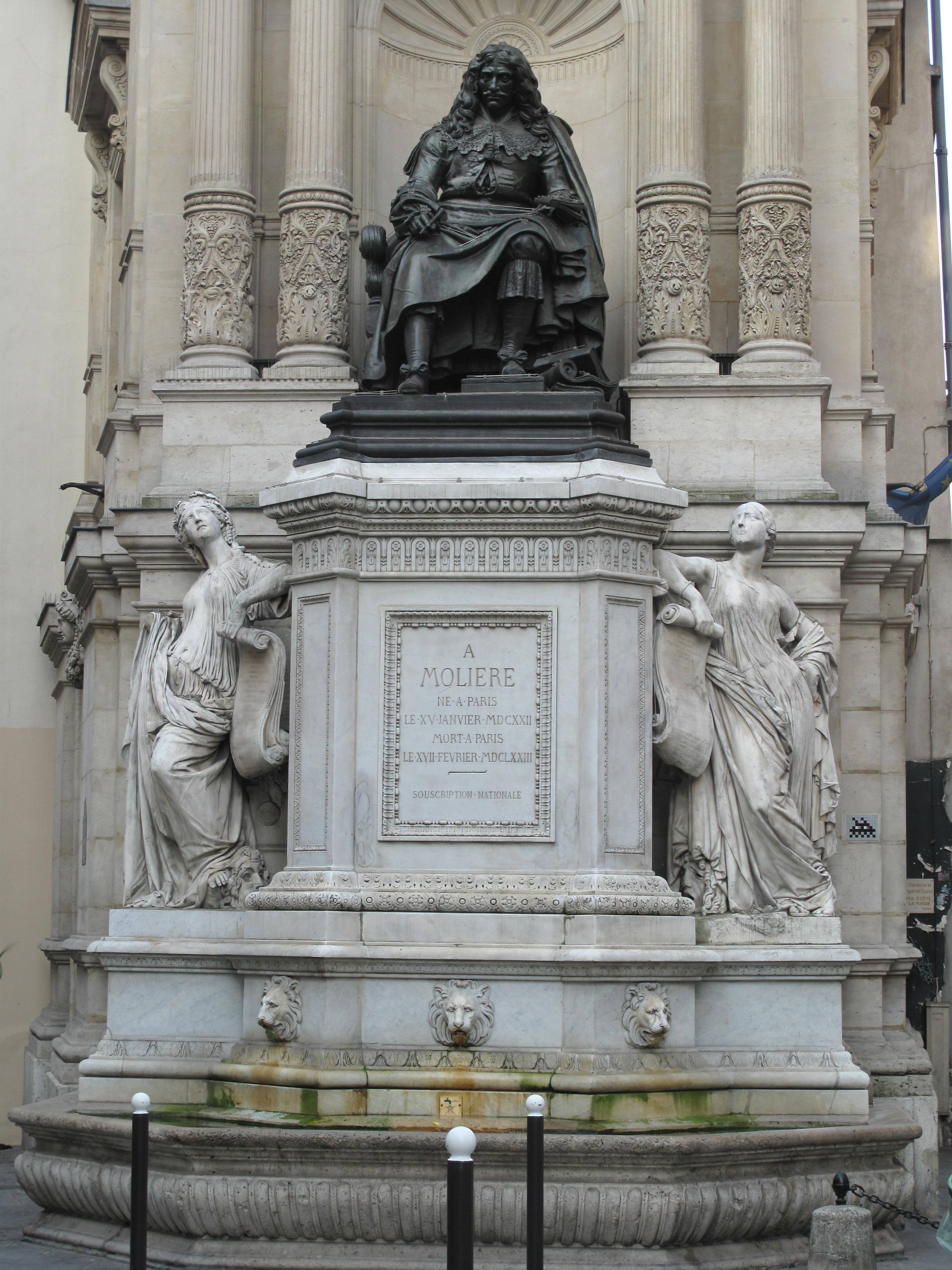
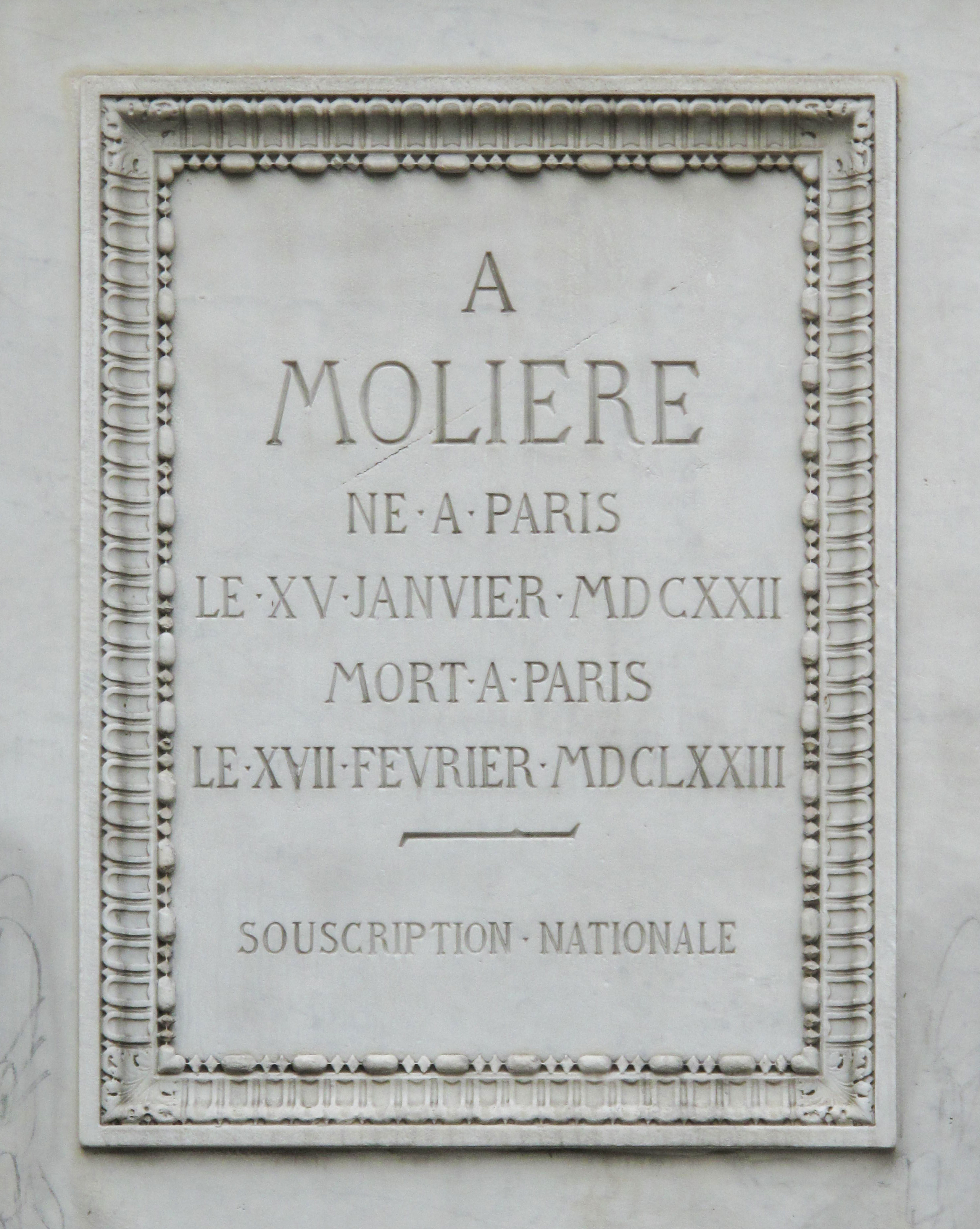

- Jean de La Fontaine, estatua, mármol, París, palacio del Instituto de Francia
- La Modestie, estatua , París, cementerio de Père-Lachaise, tumba de Pierre Cartellier, cara lateral izquierda
- Retrato de Nicolas Behuchet, almirante de Francia, fallecido en 1340 (hacia 1838), busto, yeso, Versalles, palacio de Versalles y del Trianón
- Provecto de coronación para el Arco de Triunfo de la Estrella, alegoría de la Francia victoriosa (1833), maqueta, París, museo de Orsay